# 永定 (陳)
永定（えいてい）は、南北朝時代の南朝陳において武帝陳霸先の治世に使用された元号。557年10月 - 559年12月。

## 西暦・干支との対照表
| 永定 | 元年  | 2年   | 3年   |
| 西暦 | 557年 | 558年 | 559年 |
| 干支 | 丁丑  | 戊寅  | 己卯  |